# Antarctica Sub Zero
Antarctica Sub Zero é uma cerveja produzida pela Ambev inicialmente para o mercado de São Paulo e Minas Gerais. Foi lançada em julho de 2009.
Seu lançamento teve uma campanha publicitária estrelada pelo ator Rodrigo Lombardi.

## História
De tipo american lager, caracterizada pela cor dourada, a Sub Zero possui baixa fermentação e espuma mais duradoura. Nasceu voltada para o mercado de massa.
De acordo com a empresa, o seu diferencial é uma combinação de um líquido elaborado que a torna mais suave e refrescante. O seu lançamento se baseou numa enquete produzida pela companhia que levou em conta o interesse de 2.500 consumidores que apontaram a refrescância e a suavidade como pressupostos mais importantes para uma boa cerveja.
Para ser fabricada, passa por um sistema de dupla filtragem a frio, realizado a uma temperatura de -2° C. Durante o procedimento, a linha de produção fica coberta por uma fina camada de gelo e a cerveja chega quase a congelar.
É vendida em garrafas de 600 ml, 1000 ml e em latas de alumínio de 269 ml, 350 ml e 473 ml.